# Georges Journois
Pour les articles homonymes, voir Journois.
 (novembre 2020).
Georges Henri Journois est un résistant et général de brigade français, né le 13 novembre 1896 à Bosc-Bordel (Seine-Maritime) et mort en déportation le 26 septembre 1944 à Wilhelmshaven (Allemagne).

## Origines familiales et jeunesse
Fils de Pierre Hyppolite Journois, né le 4 mars 1858 à Mathonville (Seine-Maritime) et décédé le 7 janvier 1935 à Buchy (Seine-Maritime) et de Henriette Grillière, née le 26 mai 1868 à Bosc-Bordel (Seine-Maritime). Il a une sœur Georgette et un frère Roger, jumeaux nés le 21 avril 1903. Roger décédera très jeune le 2 décembre 1904.
Il vit à Bosc-Bordel et fréquente l’école communale de ce village jusqu’en 1906 date à laquelle ses parents s’installent à Buchy. Il perd sa mère le 27 juin 1906 avant d’avoir 10 ans. Son père se remarie le 6 octobre 1908 à Saint-Germain-sur-Eaulne (Seine-Maritime) avec Marie Anne Anastasie Grébeauval.
Il va à l’école communale de Buchy puis est envoyé comme pensionnaire à l’école professionnelle d’Armentières (Nord). Il y fait de très bonnes études et est admis à l’école des Arts et Métiers de cette ville où il se prépare à passer le concours de l’École Centrale car il espère faire des études d’ingénieur.

## Carrière militaire

### Première Guerre mondiale
La guerre de 1914 éclate. Georges Journois est de la classe 1916, donc trop jeune pour être mobilisé dès le début et reste donc à l’école. Il est appelé et incorporé le 13 avril 1915 et affecté comme sapeur-mineur au 3e régiment du génie. Il y reste peu de temps et il est muté au 101e régiment d’Infanterie le 29 mai 1915 et est envoyé le même jour à Saint-Cyr afin de suivre les cours pour devenir officier. Il y reste jusqu’au 1er septembre 1915 et alors nommé aspirant. Il est affecté au 103e régiment d’infanterie le 2 octobre 1915 puis quelques jours après, le 7 octobre 1915, au 130e régiment d’infanterie et part au front le 5 décembre 1915. Il combat avec le 9e bataillon du 130e R.I. jusqu’au 25 mars 1916. À cette date, il est dirigé vers le 412e régiment d’infanterie où il arrive le 2 avril 1916. En avril, son bataillon (le 1er) (3e compagnie) est en Champagne au camp des Boyaux. Le 15 juin, il participe à l’enlèvement de la Cote 304 près de Verdun et est nommé sous-lieutenant à titre temporaire le 29 juin 1916. Il obtient sa première citation à l’ordre du corps d’armée le 3 juillet 1916 qui lui vaut la Croix de guerre.
Il reste dans le secteur de Verdun : Moulin Brûlé, rive droite de la Meuse, Bois des Bouleaux, Côte du Poivre jusqu’en mai 1917. Il y est légèrement blessé au visage. Au mois de mai, le 412e R.I. se trouve toujours en opérations dans la région de Verdun et son bataillon prend position successivement au ravin du Helly, près du village de Fleury-devant-Douaumont puis au Bois des Caurrières. Dans ce bois, dans les tranchées qui y avaient été creusées, il fut fait prisonnier quelques instants et cette action lui a valu sa 2e citation à l’ordre de l’armée du 29 juillet 1917 et donc la Croix de guerre avec palme.
Peu auparavant, le 6 juillet 1917, il avait été nommé sous-lieutenant à titre définitif.
Au cours du 2e semestre 1917, il participe à des actions au Fort de Vaux, au fort de Souiville, aux ravins de la Caillette puis du Bazil en juillet, en août il participe à l’attaque et à l’enlèvement de la Cote 344 avec des périodes de repos à Vaucouleurs fin juillet au cours de laquelle sa Croix de guerre avec palme lui sera remise, et à Andernay en septembre.
En janvier 1918, le 412e R.I. passe par Domrémy-la-Pucelle. En février et mars il est dans le secteur de Nomeny. En mai, on le trouve dans la région de Croix-en-Ternois et de Saint-Pol-sur-Ternoise (Pas-de-Calais). En juin et juillet, il est dans la région de Verzy (Aisne) où il participe à une grande attaque au cours de laquelle il est blessé à la jambe.
Il est promu lieutenant le 16 juin 1918.
Le sous-lieutenant Journois obtient une 3e citation à l’ordre de la division du 27 juillet 1918 soit une étoile d’argent de plus sur sa Croix de guerre.
Il obtient une 4e citation, à l’ordre du Corps d’Armée en date du 3 août 1918 avec étoile de vermeil.
En août et septembre 1918, le lieutenant Journois est soigné à l’hôpital d’Argentan dans l’Orne.
À son retour dans son régiment en octobre 1918, il participe à une offensive qui lui permet d’obtenir à nouveau une 5e citation, à l’ordre du corps d’armée (étoile de vermeil) du 3 décembre 1918.
La Première Guerre mondiale est terminée quand le colonel commandant le 412e régiment d’infanterie lui décerne une 6e citation, à l’ordre du régiment (étoile de bronze) en date du 27 février 1919.

### Campagne de Cilicie
Après la capitulation allemande, le lieutenant Journois choisit de rester dans l’armée et est maintenu au service au 412e régiment d’Infanterie Celui-ci séjourne dans la région de Laon (Aisne) jusqu’au mois de mai 1919, puis rejoint Sorgues (Vaucluse) afin d’y préparer son départ pour le Levant. En effet, après la guerre, un mouvement de résistance nationale contre les alliés se développe dans l’Empire ottoman. La Turquie était alliée à l’Allemagne. La conférence de la Paix cherche à appliquer les principes de l’autodétermination aux minorités arabes et arméniennes, ce qui entérinerait la division de l’empire entre la France, l’Italie et la Grèce. Bien que le sultan ait accepté les propositions alliées, l’arrivée de vingt mille soldats grecs suffit à enflammer dans l’opinion turque la volonté de revanche et à rallier de nombreux partisans au mouvement national de Mustapha Kemal Pacha. Le 5 août 1919 débute le soulèvement militaire dirigé par celui-ci.
Des troupes françaises sous les ordres du général Gouraud sont envoyées au Levant pour relever les troupes britanniques de Syrie et de Cilicie.
Une compagnie de ce régiment commandée par le commandant Mesnil est désignée pour aller prendre position à Bozanti. Le lieutenant Journois, officier adjoint du commandant Mesnil en fait partie. Il participe à la préparation du point d’appui pour s’apprêter à résister aux assauts et repousser les attaques des Turcs. Il prend part à la défense et aux contre-attaques. Il subit le siège et participe à l’attaque décidée pour rejoindre les lignes françaises, les renforts attendus n’ayant pu arriver. Il participe à la marche de nuit pour éviter les Turcs et tombe avec ce qui reste du bataillon dans une embuscade et tout le monde se retrouve prisonnier des Turcs. Cette captivité durera un an et quatre mois, du 30 mai 1920 au 25 septembre 1921.
Pendant le temps de cette captivité, le 6 juin 1920 il est nommé chevalier de la Légion d’honneur et à sa libération, le 24 octobre 1921, il est cité à l’ordre de l’armée du Levant et reçoit la Croix de guerre des Théâtres d'opérations extérieurs avec palme.

### Guerre du Rif
À son retour en France, il bénéficie d’un congé de fin de campagne et à l’issue de celui-ci, il est affecté au 23e régiment de tirailleurs algériens en occupation en Allemagne à Wiesbaden. Il y sert du 26 avril 1922 au 28 avril 1924. Il est d’abord affecté dans une compagnie puis il devient officier adjoint au chef de bataillon. En 1923, il est employé à la compagnie d’instruction et aux pelotons d’élèves gradés. Il sert aussi de professeur de mathématiques aux candidats à Saint-Maixent. Le 28 avril 1924, il est détaché à Versailles pour y suivre le cours technique des liaisons et transmissions. Il rejoint son unité le 23 juillet 1924 et reste en Allemagne avec le 23e R.T.A. jusqu’au 9 août 1925, détaché dès son retour au service des transmissions de l’armée du Rhin.
Son régiment est désigné pour servir au Maroc où il débarque le 13 août 1925. Il est détaché dès le 23 août à l’état major de la 3e brigade de marche du Maroc où il reste jusqu’au 3 mars 1926. Pendant cette période, il prend part à toutes les opérations de la brigade en septembre et octobre 1925 (Bab Mezraoua, Sof Azeroual, Messaoud…). Ces opérations lui valent une nouvelle citation à l’ordre de la Brigade du 15 février 1926 et la Croix de guerre des T.O.E. avec étoile de bronze.
Le 5 mars 1926, il rentre en France en congé de fin de séjour et mis à la disposition du général commandant supérieur des territoires d’outre-mer. Dès le 22 juin 1926, il se porte à nouveau volontaire pour effectuer un nouveau séjour au Maroc. Il est affecté au 15e R.T.A. et arrive au corps le 23 juin 1926. Il est détaché dès le 26 juin à l’état-major du groupement de Fès. Il y sert comme officier du 4e bureau. Au mois d’août, il est proposé à titre exceptionnel au grade de capitaine. Il remplit de nombreuses missions de liaison sur le front nord et les opérations de la tâche de Taza. Elles lui valent une nouvelle citation à l’ordre du Corps d’Armée avec une étoile de Vermeil sur sa Croix de guerre des Théâtres d'opérations extérieurs en date du 14 novembre 1926.
Il obtient également la Médaille coloniale avec agrafe en vermeil « Maroc 1925-1926 ».

### Retour en France
En 1927, il est détaché auprès du chef de corps comme officier chargé des transmissions, puis il est chargé de l’instruction de la compagnie européenne et du peloton No 1. À la fin du mois de juin, il est détaché comme officier d’ordonnance auprès du général Pétin (aucun lien avec le général Pétain de Verdun). Tout en assurant son service, il prépare le concours d’entrée à l’École de guerre. Il reste auprès du Général Pétin jusqu’au mois de juin 1928. Il est promu au choix au grade de capitaine le 26 mars 1928. Il quitte alors le Maroc et à l’issue de son congé de fin de campagne, il est affecté au 152e régiment d’infanterie à Colmar qu’il rejoint le 9 novembre 1928. Il prend le commandement de la 9e compagnie qu’il assure brillamment jusqu’au 31 octobre 1930. Il a passé pendant ce temps le concours d’entrée à l’école de guerre. Pendant son séjour à Colmar au 152e R.I. ; un de ses camarades (son futur beau frère) l’emmène passer une permission à Bonnal, petit village du Doubs où il fait la connaissance de sa future épouse.
Il est admis à l’École de guerre à Paris au concours de 1930. Il quitte le 152e R.I. et entre à l’École de guerre le 1er novembre 1930 ; il y effectue de brillantes études.
Il se marie à Besançon le 8 avril 1931.
Études et stages se succèdent pendant deux ans et il sort de l’École de guerre brillamment noté dans les premiers de sa promotion le 31 octobre 1932.
Entre-temps, le 14 février 1932, il a le grand bonheur d’avoir son premier fils, Jean Claude, né à Paris.
Il est affecté, comme stagiaire à l’état-major de la 7e région militaire à Besançon où il est annoncé par l’École supérieure de Guerre comme un sujet de choix. Comme stagiaire, il passe par tous les bureaux de l’état-major où il donne pleine satisfaction. À la fin de son stage, il reste affecté à l’état-major de la 7e région militaire et à la mi-août 1934 il est affecté au 3e Bureau. Il y sert en 1935 et 1936 s’occupant des questions intéressant la « couverture » et de la préparation des manœuvres exécutées par les divisions du corps d’armée.
Pendant ce temps naissaient à Besançon le 27 décembre 1933 son deuxième fils Jacques et le 8 juillet 1936 son troisième fils Pierre.
Il quitte l’état-major de la 7e région militaire et est affecté au 60e régiment d’infanterie le 1er novembre 1936 pour y effectuer son temps de commandement. Il commande le C.A.2., compagnie de mitrailleuses dont il fait une unité remarquable. Il est rayé des contrôles du 60e R.I. le 16 avril 1937 et est inscrit au tableau de concours pour être nommé officier de la Légion d’honneur.
Il est affecté au commandement du 5e bataillon de chasseurs à pied à Bruyères (Vosges) le 16 avril 1937 avec mission de le reconstituer et d’en faire une unité combattante. Il y parvient en quelques mois malgré des difficultés dues à la dispersion de ses compagnies et à un casernement insuffisant.
Il est promu au grade de chef de bataillon (commandant) le 25 juin 1937 et est nommé officier de la Légion d'honneur le 2 décembre 1937.
Son bataillon est entièrement regroupé à Bruyères au milieu de l’année 1937. En 1938 et 1939, il en assure la mise au point définitive et le 5e Bataillon se présente à la mobilisation de septembre 1939 comme une unité prête à remplir sa mission dans une unité cuirassée.

### La Bataille de France
Après la déclaration de guerre, il a le regret et le chagrin de ne pouvoir commander son bataillon au feu. Compte tenu de sa valeur et de ses notes brillantes, il est affecté le 2 octobre 1939 au Grand Quartier général du territoire d’opérations du Nord-Est au 3e bureau.
Le 18 janvier 1940, il est affecté à l’état-major du général commandant en chef sur le front Nord-Est, 3e bureau. Lors de la phase active des opérations, il se distingue particulièrement par des missions auprès de la IXe armée en Belgique (Armée Corap) et de la IIe armée (général Huntziger) pendant la bataille des Ardennes. Il y obtint une citation à l’ordre de l’armée (Croix de guerre 1939-1945 avec palme).
De repli en repli, le Grand Quartier général migre vers le Sud. Le commandant Journois est à Vichy le 16 juin, à Montauban le 21, Montélimar le 25, Capvern-les-Bains (Hautes-Pyrénées) le 26 et à Bordeaux le même jour. Il est désigné pour être membre de la Délégation française dont la présidence est assurée par le général Huntziger à la commission allemande d’armistice. Il se rend à Wiesbaden en Allemagne où siège cette commission. Il y séjourne du 29 juin 1940 au 17 septembre 1940. Il y subira comme tous les membres de la commission d’armistice la morgue des Allemands, leur volonté d’humilier « les vaincus ». Ce séjour allemand est entrecoupé par trois courts passages en France, deux en juillet (il verra sa famille quatre jours au cours du second) et un en septembre.
À son retour, il est affecté le 17 septembre 1940 au cabinet du secrétaire d’État à la Guerre à Vichy. Il y sert le général Huntziger, secrétaire d’État à la Guerre jusqu’au décès de celui-ci dans un accident d’avion le 12 novembre 1941. C’est alors que commence une activité clandestine avec pour couverture l’activité officielle.
Entre-temps, il est promu lieutenant-colonel le 25 mars 1941.
Le 1er janvier 1942, il est affecté au cabinet de l’amiral de la Flotte (François Darlan) comme chef de cabinet adjoint. Le chef de cabinet est le général Revers. Le 16 avril 1942, il est muté à l’état-major du commandant en chef des Forces militaires de terre, de mer et de l’air où il exerce les fonctions de sous-chef d’état-major.

## La Résistance

### Dans la clandestinité
Avec le général Revers, qui sera son chef dans la clandestinité, il participe à de nombreuses réunions clandestines au cours desquelles sont étudiées les possibilités de résistance à l’ennemi et la création et l’organisation de réseaux de résistance.
Pendant cette période, il participe au voyage en Afrique du Nord et à Dakar de l’amiral Darlan. Il sert dans ces fonctions jusqu’au 25 novembre 1942 date à laquelle il est démobilisé, conséquence du débarquement anglo-américain en Afrique du Nord et de l’envahissement de la zone libre par les allemands. Il est placé en congé d’armistice à compter du 1er mars 1943. Il est rappelé à l’activité le 25 avril 1943 et nommé commandant de la subdivision de Nice. Il est promu colonel le 25 mai 1943. Il rejoint son poste le 3 mai 1943 et remplit son rôle jusqu’au 1er novembre 1943 date à laquelle il est à nouveau démobilisé.
Parallèlement, depuis janvier 1943, il a été nommé, par ses chefs de la clandestinité, Responsable dans les Alpes-Maritimes de l’Organisation de résistance de l'armée (O.R.A.), cette organisation qu’il a aidé à mettre en place dès 1942 lorsqu’il était l’adjoint du général Revers. Il rentre également en janvier 1943 au réseau « Alliance » via le sous-réseau « Druide » avec pour pseudonyme Marcelle et Suzanne. Il fait ainsi partie des agents P2 de la France Combattante. En juin 1943, l’unité de la Résistance dans les Alpes-Maritimes se fait autour de lui.

### Dénonciation et arrestation
Lorsqu’il est démobilisé, il rentre totalement dans la clandestinité. Il se sait recherché par la Gestapo mais reste à son poste de combat. Dénoncé par un agent double il est arrêté à Nice le 4 janvier 1944.
Interrogé par la Gestapo, battu, torturé, il ne livrera aucun secret. Incarcéré à la prison de Nice, il y reste au secret jusqu’au mois de mai 1944. Le 18 mai, à la suite de tractations de son beau-père auprès des autorités allemandes de Lyon, Marseille et Nice, il a le bonheur de pouvoir embrasser dans les locaux de la Gestapo, deux fois dans la journée, sa femme et ses trois enfants.
Au cours de sa détention à Nice, il put écrire sept « lettres » à sa famille. Elles passaient bien sûr par la censure allemande. Cependant, il trouva un moyen ingénieux de communiquer secrètement. Il fit passer par ses colis de linge sale de longs textes écrits patiemment en lettres d’imprimerie, au crayon, sur trois lignes, sur les tresses qui permettaient de fermer à la taille ses pantalons de pyjama. La prudence a voulu que sa femme efface ces textes par lavage. Toutefois, la dernière tresse a été conservée. Le temps, hélas l’a effacée mais le texte fut cependant conservé sur papier.[réf. nécessaire]
Juste avant le 25 mai 1944 (date de la communion solennelle de son fils ainé, motif qui avait servi à son beau-père pour obtenir l’entrevue du 18 mai), il est transféré à Marseille à la prison des Baumettes. Il y reste en transit, jusqu’au 17 juin 1944, jour où les allemands évacuèrent la prison vers Belfort (Territoire de Belfort). Les Alliés venaient de débarquer le 6 juin 1944 en Normandie.
Devant la possibilité d’un autre débarquement allié sur le littoral méditerranéen (qui aura lieu en août 1944), les détenus résistants sont envoyés de Marseille au Fort Hatry à Belfort. Le voyage dure 4 jours et 4 nuits dans des wagons à bestiaux. À l’arrivée, ils sont entassés dans des cellules.
Georges Journois partage la sienne avec le colonel Bernis (l'un des cadres du réseau Alliance) de Monaco, et monsieur Grimonet de Marseille qui auront tous deux la chance d’être libérés à Belfort grâce à l’absence de leur dossier. Dans les derniers jours du séjour au Fort Hatry, une dizaine d’officiers supérieurs sont rassemblés dans une cellule. Il y a :
- Le colonel Piton de Nice, décédé le 26 janvier 1945
- Le colonel Souquieres de Gap, décédé le 10 novembre 1944
- Le lieutenant-colonel Ribiollet de Gap, décédé le 3 mai 1945
- Le colonel Journois de Nice, décédé le 26 septembre 1944
- Le colonel Bernis de Monaco, libéré à Belfort
- Le lieutenant-colonel Berrurier du Gard, décédé le 11 avril 1945
- Le colonel Vitrat du Mans, décédé le 17 décembre 1944

Le 28 aout 1944 (cette date est aussi celle de la libération de Nice), un convoi est formé. Il est composé de wagons dans lesquels sont entassés les détenus du Fort Hatry et de wagons de prisonniers, en provenance de l’Ouest de la France. Le voyage dure quatre jours, dans des wagons à bestiaux, pas de paille, peu de nourriture. Le 1er septembre 1944, il arrive à Neuengamme près de Hambourg, le camp de concentration du Nord de l’Allemagne.

## La déportation

### Au camp de Neuengamme
Les S.S., accompagnés de chiens, font sortir des wagons les prisonniers à coups de schlague. Ils sont dirigés vers le camp et sont parqués dans les sous-sols d’un grand bâtiment en dur. Ils y restent entassés, serrés les uns contre les autres et l’attente commence. Ils attendent jusqu’à ce que, par groupes, ils soient appelés, déshabillés, dépouillés de leurs affaires personnelles, tondus, immatriculés et tatoués sur l’avant bras. Le colonel Journois devient le numéro « 43936 ». Ce matricule, il doit l’apprendre par cœur en allemand pour pouvoir répondre dès qu’on l’appelle, sous peine de coups de matraques. 
Ils sont dirigés vers les blocks de « quarantaine ». Mais pour une très grande majorité d’entre eux, cette « quarantaine » ne dure pas. Ils sont désignés et regroupés avec d’autres détenus de toutes nationalités, arrivés avant eux à Neuengamme pour former un commando extérieur de 1 100 hommes. Après avoir été habillés du costume de « bagnard » rayé verticalement bleu et blanc, ils sont emmenés en train, vers le principal port militaire allemand sur la Mer du Nord : Wilhelmshaven. Ce commando, créé par eux à l’emplacement d’un ancien camp de jeunesse hitlérienne est situé à 4 ou 5 kilomètres de l’arsenal où ils devront travailler à la fabrication de pièces destinées à la construction de sous-marins de poche. Ils y arrivent le 5 septembre 1944. Au début, ils sont encadrés et gardés par des S.S. français de la division Charlemagne. Les kapos qui les encadrent sont eux aussi des détenus à qui les allemands ont donné un rôle de gardien avec droit de vie ou de mort sur les détenus dont ils sont responsables. Ce sont principalement des allemands détenus de droit commun (Triangle vert).
À l’arrivée, le colonel Journois est affecté au bloc 3 qui sera désaffecté par la suite. À l’arsenal, il travaille dans un petit atelier situé le long de la forge où il devait travailler le fer. Il y reste du 5 septembre 1944 au 25 septembre 1944 soit 20 jours. Cette période se résume ainsi : réveil, eau noire dite café non sucrée, départ au « zu fünf » (en rang par 5) pour faire les 5 kilomètres du trajet, travail à l’arsenal, repas du soir, un peu de pain et « café non sucré »… Et les appels, interminables sans bouger sur la place d’appel quel que soit le temps. Pour la nourriture, exceptionnellement, il y avait un peu de viande dans la soupe et de rares fois, ils percevaient un peu de marmelade ou de margarine.

### L'assassinat
Le 25 septembre 1944, au retour du travail, le rapportführer de son atelier signale le matricule 43936, celui de Georges Journois pour on ne sait quelle « faute » commise. Il est appelé au centre de la place d’appel et il est frappé sauvagement par le rapportführer. Il se redresse et demande à être traité comme un officier prisonnier et non comme un bagnard. Le rapportführer continue à le matraquer puis, fatigué appelle les kapos et le leur livre. Ils prennent la suite et continuent à s’acharner sur lui (témoignage de Raymond Gourlain, voir son site par le lien externe "C'était hier"). 
Après, cette « exécution », il est amené au « revier » (infirmerie) où après quelques soins, il est ramené dans son block. Dans le coin où s’étaient réunis quelques officiers, il est étendu sur sa paillasse. La nuit passe et le lendemain matin ses camarades constatent qu’il s’est éteint pendant la nuit. Il est le premier français mort au kommando ; seul un russe l’a précédé. Une minute de silence est réclamée dans le block par un de ses compagnons et tous, toutes nationalités confondues, la respectent. Les kapos leur font savoir que si pareille chose se reproduisait, il y aurait des représailles. Il est inhumé dans un cercueil au cimetière de Wilhelmshaven comme les quelques premières autres victimes qui suivirent mais cela ne dura pas. Cela a permis après la guerre de rapatrier son corps à Besançon dans le caveau de famille.

## Décorations
- Officier de la Légion d'honneur (décret du 2 décembre 1937) ; chevalier par arrêté du 16 mars 1921[4]
- Croix de guerre 1914–1918 (6 citations, dont 2 à l'ordre de l'armée)
- Croix de guerre 1939–1945 (2 citations à l'ordre de l'armée)
- Croix de guerre des Théâtres d'opérations extérieurs (3 citations, dont 1 à l'ordre de l'armée)
- Médaille de la Résistance française à titre posthume (décret du 15 octobre 1945)[5]
- Croix du combattant volontaire de la Résistance (4 décembre 1951)
- Croix du combattant
- Médaille coloniale avec agrafe en vermeil « Maroc 1925-1926 »
- Médaille de la déportation pour faits de Résistance (23 juillet 1951)
- Insigne des blessés militaires
- Médaille interalliée de la Victoire
- Médaille commémorative de la guerre 1914–1918
- Médaille commémorative de Syrie-Cilicie
- Médaille commémorative française de la guerre 1939–1945
- Commandeur du Ouissam alaouite (Maroc)

## Hommages
- À la fin des hostilités, il reçut le 15 octobre 1945, la Médaille de la Résistance, le 6 mai 1946, un « Certificat of Service » lui est décerné par le Maréchal Montgomery. Il est nommé le 6 juin 1946, pour prendre rang du 20 août 1944 au grade de général de brigade.
- Il obtient par décision no 900 du 30 mars 1954 du ministère de la Défense Nationale une citation à l’ordre de l’Armée à titre posthume (croix de guerre avec palme) : "Membre des Forces Françaises de l’Intérieur (F.F.I.). Arrêté le 4 janvier 1944 pour faits de résistance. Déporté en Allemagne le 29 août 1944, est décédé le 31 octobre 1944. » La date réelle du décès est le 26 septembre 1944".
- La carte de Déporté Résistant lui est attribué le 23 juillet 1951 ce qui lui vaut la médaille de la Déportation pour faits de Résistance.
- La carte de combattant volontaire de la résistance lui est attribuée le 4 décembre 1951 qui donne droit à la Croix du Combattant Volontaire de la Résistance.
- Il obtient aussi la Médaille Commémorative de la Guerre 1939-1945.
- Le corps de Georges Journois sera exhumé du cimetière de Wilhelmshaven le 9 février 1949. Transféré vers la France, il arrive à Bad Ems en zone française d’occupation le 11 février 1949 où un hommage est rendu à ses restes glorieux par une délégation d’officiers et de sous-officiers. Il est dirigé sur Strasbourg le 12 février 1949 d’où il part sur Besançon que le 9 mars 1949. Il est remis à la municipalité bisontine le 11 mars 1949 qui dépose son cercueil dans une chapelle ardente à l’hôtel de ville. Ses obsèques militaires ont lieu le 16 mars 1949. Après la cérémonie religieuse en la basilique Saint-Pierre, le cercueil placé sur une prolonge d’artillerie, traverse la ville de Besançon ou des militaires du 27e R.I. lui rendaient les honneurs. Un officier portait ses décorations sur un coussin et suivait la dépouille mortelle. À l’arrivée au cimetière, il est porté vers le caveau de famille sur les épaules de six hommes de troupe. Après l’inhumation, trois hommages lui furent rendus par monsieur Baverel, ancien Déporté, par le maire de Besançon et par le colonel Guenin, commandant d’Armes de Besançon.
- Plus tard, le dimanche 18 septembre 1955, la ville de Buchy (Seine-Maritime), ville de son enfance inaugurait une rue portant son nom et sur les plaques sont gravées :

- Son nom figure aussi sur le monument aux morts de Buchy et sur le monument de la Déportation au cimetière des Chaprais à Besançon.